# Festival international du film d'Antalya
Le Festival du film d'Antalya est un festival de cinéma se déroulant à Antalya en Turquie. Il existe depuis 1964 et se déroule en septembre ou octobre. Les prix décernés sont les « Oranges d'or » (« Altın Portakal » en turc).

## Palmarès

### Meilleur film
- 1964 : Gurbet Kuşları de Halit Refiğ
- 1965 : Aşk ve Kin de Turgut Demirağ
- 1966 : Bozuk Düzen de Haldun Dormen
- 1967 : Zalimler de Yılmaz Duru
- 1968 : İnce Cumali de Yılmaz Duru
- 1969 : non décerné
- 1970 : Bir Çirkin Adam de Yılmaz Güney
- 1971 : Ankara Express (Ankara Ekspresi ) de Muzaffer Aslan
- 1972 : Zulüm de Atıf Yılmaz
- 1973 : Hayat Mı Bu de Orhan Aksoy
- 1974 : Düğün de Ömer Lütfi Akad
- 1975 : Endişe de Yılmaz Güney et Şerif Gören
- 1976 : Deli Yusuf de Atif Yilmaz
- 1977 : Kara Çarşaflı Gelin de Süreyya Duru
- 1978 : Maden de Yavuz Özkan
- 1979 : Demiryol de Yavuz Özkan et Yusuf ile Kenan (ex aequo)
- 1981 : non decerné
- 1982 : Çirkinler de Sever de Sinan Çetin
- 1983 : Faize Hücum de Zeki Ökten
- 1984 : Bir Yudum Sevgi de Atıf Yılmaz
- 1985 : Dul Bir Kadın de Atıf Yılmaz
- 1986 : Aaahh Belinda de Atıf Yılmaz
- 1987 : Muhsin Bey de Yavuz Turgul
- 1988 : Le Voyage de nuit (Gece Yolculuğu) de Ömer Kavur
- 1989 : Ne tirez pas sur le cerf-volant (Uçurtmayı Vurmasınlar) de Tunç Başaran
- 1990 : Karılar Koğuşu de Halit Refiğ
- 1991 : Le Visage secret (Gizli yüz) de Ömer Kavur
- 1992 : Cazibe Hanımın Gündüz Düşleri de İrfan Tözüm
- 1993 : Mavi Sürgün de Erden Kıral
- 1994 : Yengeç Sepeti de Yavuz Özkan
- 1995 : Böcek de Ümit Elçi
- 1996 : Tabutta Rövaşata de Derviş Zaim
- 1997 : Hammam, le bain turc (Hamam) de Ferzan Özpetek
- 1998 : La Blessure (Yara) de Yılmaz Arslan
- 1999 : Salkim hanimin taneleri de Şükrü Avşar
- 2000 : Güle güle de Zeki Ökten
- 2001 : Büyük Adam Küçük Aşk de Handan Ipekçi
- 2002 : Uzak de Nuri Bilge Ceylan
- 2003 : Karşılaşma de Ömer Kavur
- 2004 : Yazi tura de Uğur Yücel
- 2005 : Türev de Ulaş İnaç
- 2006 : Kader (tr) de Zeki Demirkubuz
- 2007 : Yumurta de Semih Kaplanoğlu
- 2008 : Pazar - Bir ticaret masali de Ben Hopkins
- 2009 : Bornova Bornova d'İnan Temelkuran et Kosmos de Reha Erdem
- 2010 : Çoğunluk de Seren Yüce
- 2011 : Güzel Günler Görecegiz de Hasan Tolga Pulat
- 2012 : Güzelliğin On Par’ Etmez... de Hüseyin Tabak
- 2013 : Cennetten Kovulmak de Ferit Karahan et Kusursuzlar e Ramin Matin
- 2014 : Kuzu de Kutluğ Ataman
- 2015 : Sarmaşık de Tolga Karaçelik
- 2016 : Mavi Bisiklet de Ümit Köreken
- 2017 : Angels Wear White (嘉年华, Jia Nian Hua) de Vivian Qu[1],[2]
- 2018 : Trois visages de Jafar Panahi[3]
- 2019 : Bozkır d'Ali Özel
- 2020 : Hayaletler d'Azra Deniz Okyay
- 2021 : Okul Tıraşı de Ferit Karahan
- 2022 : Karanlık Gece d'Özcan Alper
- 2023 : non décerné
- 2024 : Mukadderat de Nadim Güç

### Meilleure actrice
- 1964 : Türkân Şoray
- 1965 : Fatma Girik
- 1966 : Selma Güneri
- 1967 : Fatma Girik
- 1968 : Türkân Şoray
- 1969 : Hülya Koçyiğit
- 1970 : Belgin Doruk
- 1971 : Filiz Akın
- 1972 : Zeynep Aksu
- 1973 : Hülya Koçyiğit
- 1974 : Perihan Savaş
- 1975 : Hülya Koçyiğit
- 1976 : Adile Naşit
- 1977 : Semra Özdamar
- 1978 : Hale Soygazi
- 1979 : Sevda Ferdağ
- 1980 : Melike Demirağ (de) et Güngör Bayrak (tr)
- 1981 : Meral Orhonsay (tr)
- 1982 : Nur Sürer (en)
- 1983 : Hülya Koçyiğit
- 1984 : Hale Soygazi
- 1985 : Zuhal Olcay
- 1986 : Müjde Ar
- 1987 : Türkân Şoray
- 1988 : Gülşen Bubikoğlu
- 1989 : Nur Sürer (en)
- 1990 : Hülya Koçyiğit
- 1991 : Sumru Yavrucuk (en)
- 1992 : Lale Mansur (en)
- 1993 : Müjde Ar
- 1994 : Türkân Şoray
- 1995 : Zuhal Gencer (tr)
- 1996 : Yasemin Alkaya (tr) et Hande Ataizi (en)
- 1997 : Derya Alabora (en)
- 1998 : Yelda Reynaud (en)
- 1999 : Başak Köklükaya (en)
- 2000 : Sanem Çelik
- 2001 : Demet Akbağ et Yeşim Salkım (en)
- 2002 : Meral Oğuz (tr)
- 2003 : Meltem Cumbul (en)
- 2004 : Tülin Özen
- 2005 : Beste Bereket (en) / Vildan Atasever (en)
- 2006 : Sibel Kekilli
- 2007 : Özgü Namal
- 2008 : Nurgül Yeşilçay
- 2009 : Nergis Öztürk (en)
- 2010 : Claudia Cardinale
- 2011 : Devin Özgür Çınar
- 2012 : Anna Andrusenko (lt)
- 2013 : Zeynep Çamcı
- 2014 : Nesrin Javadzadeh
- 2015 : Nesrin Javadzadeh
- 2016 : Ecem Uzun
- 2019 : Selen Uçer
- 2020 : Elif Ürse, Gülçin Kültür Şahin, Canan Atalay, Süreyya Kilimci et Tuğçe Yolcu pour leur rôle dans Çatlak
- 2021 : Nihal Yalçın
- 2022 : Merve Dizdar
- 2024 : Binnur Kaya et Nur Sürer